# لويغي ماركيتي
لويغي ماركيتي (6 يونيو 1888 جنوة إيطاليا - ) هو لاعب كرة قدم إيطالي يلعب كحارس مرمى.